# Allahabad High Court

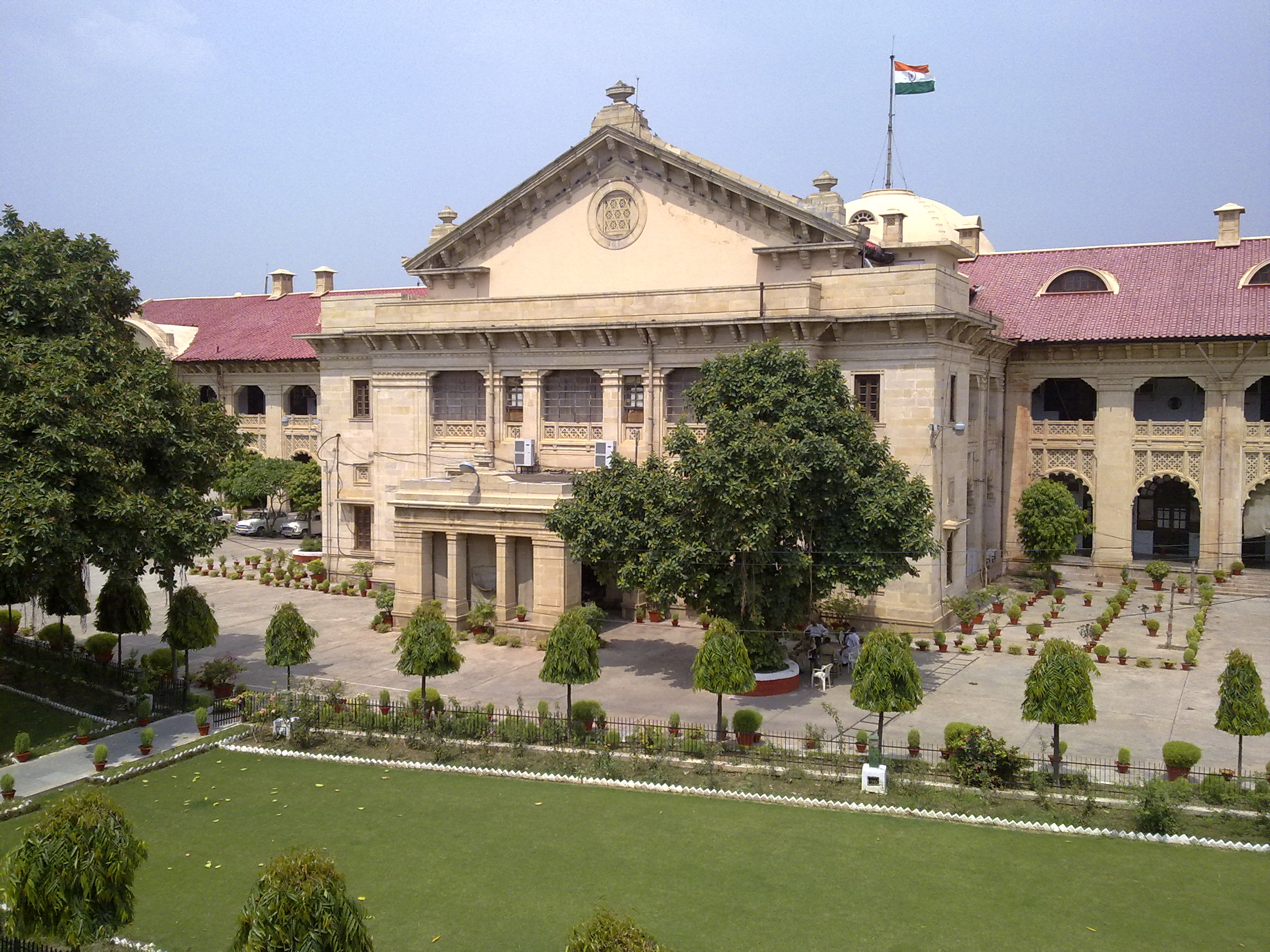
Hauptgebäude des Allahabad High Court

Der Allahabad High Court (Hindi इलाहाबाद उच्च न्यायालय) oder High Court of Judicature at Allahabad ist ein Obergericht in der Stadt Prayagraj (bis 2018 Allahabad) im indischen Bundesstaat Uttar Pradesh. Es nahm 1869 dort seinen Sitz und ist eines der ältesten derartigen Gerichte in Indien.

## Geschichte
Am 17. März 1866 wurde in Agra, dem Verwaltungssitz der North Western Provinces and Oudh, die im Wesentlichen das Gebiet der heutigen indischen Bundesstaaten Uttar Pradesh und Uttarakhand umfasste, ein Obergericht unter dem Namen High Court of North-Western Provinces eingerichtet. Der Sitz des Gerichtes wurde 1869 nach Allahabad verlegt und mit Wirkung vom 11. März 1919 erhielt das Gericht seinen heutigen Namen High Court of Judicature at Allahabad. Nach der Unabhängigkeit Indiens übernahm der Allahabad High Court 1948 auch den Zuständigkeitsbereich des bisherigen Chief Court of Oudh. Mit Inkrafttreten der Verfassung am 26. Januar 1950 wurde der Allahabad High Court zum obersten Gericht des Bundesstaates Uttar Pradesh. Nachdem im Jahr 2000 der nordwestliche, im Himalaya gelegene Teil von Uttar Pradesh ein eigener Bundesstaat unter dem Namen Uttaranchal (seit 2006 Uttarakhand) wurde, erlosch die Zuständigkeit des Allahabad High Court für dieses Gebiet. Der High Court in Allahabad ist aber weiterhin das Gericht mit dem größten Einzugsbereich in ganz Indien, gemessen an der Einwohnerzahl (über 200 Millionen).
Im Jahr 2015 waren 160 Richter am Allahabad High Court beschäftigt.